# 国際コミュニケーション科
国際コミュニケーション科（こくさいコミュニケーションか）は、高等学校設置基準（平成16年文部科学省令第20号）に規定されている専門教育を主とする学科の1つ。
普通教科のほかに専門教科「英語」や外国語に関する学校設定教科を学習する。
また、第二外国語として「中国語」「韓国語」「フランス語」「ドイツ語」などを学ぶところもある。

## 国際コミュニケーション科のある学校
- 秋田県立能代松陽高等学校
- 近江兄弟社高等学校
- 岐阜県立岐阜商業高等学校
- 静岡北高等学校
- 千葉県立流山おおたかの森高等学校
- 長崎県立諫早商業高校
- 長崎県立佐世保商業高等学校
- 奈良県立高取国際高等学校
- 松江市立皆美が丘女子高等学校
- 群馬県立伊勢崎高等学校(グローバルコミュニケーション科)
- 山形市立商業高等学校(令和3年度まで)
- 大分県立大分東高等学校(平成23年度まで)